# 特賴恩 (內布拉斯加州)
特賴恩（英語：Tryon）是一個位於美國內布拉斯加州麥克弗森縣的普查規定居民點。根據2010年美國人口普查，該地共人口157人，而該地的面積約為3.00平方千米。同時該地也是麥克弗森縣的縣治。

## 地理
特賴恩的座標為41°33′20″N 100°58′00″W / 41.55556°N 100.96667°W，而該地的平均海拔高度為994米（即3261英尺）。